# Hazlewood
Hazlewood – osada w Anglii, w hrabstwie North Yorkshire. Leży 52 km na zachód od miasta York i 299 km na północny zachód od Londynu. Hazlewood jest wspomniana w Domesday Book (1086) jako Eseleuuode/Heseleuuode.